# Щелкушкин, Алексей Николаевич
Щелку́шкин Алексе́й Никола́евич (род. 4 августа 1949, г.
Зарайск, РСФСР, СССР) — советский и российский спортсмен по самбо и дзюдо. Мастер спорта по самбо и мастер спорта международного класса по дзюдо. Заслуженный тренер России (2002). Отличник физической культуры и спорта. Полковник МВД в отставке. Экс-Член президиума Федерации Самбо г. Москвы. Судья всероссийской категории.

## Биография
Щелкушкин Алексей Николаевич родился 4 августа 1949 года в Зарайске, но провел своё детство и юность в селе Чулки-Соколово. В детстве занимался лыжами. В 1968 г. призвался в ряды советской армии, закончив в звании ефрейтора. Служил в армии 2 года, именно в армии Алексей Николаевич заинтересовался боевыми единоборствами. После окончания службы в армии, решил связать свою жизнь с Московской Краснознаменной милицией, где в дальнейшем, проходил службу с 1970 до 2012 года был действующим сотрудником ГУВД г. Москвы; в частности, работал в 4-м отделении на спецтрассе. Начиная с 1997 года, работал в ГУВД г. Москвы. Во время службы окончил с отличием среднюю специальную школу милиции МВД СССР по специальности — «юрист-правовед». Окончил ГАУ имени Серго Орджоникидзе (ныне ГУУ) по специальности — «менеджмент
на транспорте». Участник «группы Панкратова». Помимо единоборств, Алексей Николаевич увлекается настольным теннисом, велоспортом, триатлоном, лыжами, живописью, также любит лепить из глины.

## Спортивная карьера
Многократный чемпион ГУВД Москвы по самбо и дзюдо, бронзовый призёр Чемпионата МВД СССР по самбо, неоднократный чемпион Московского городского совета «Динамо», неоднократный чемпион и призёр Всемирных игр полицейских и пожарных по дзюдо, серебряный призёр Всемирных игр полицейских и пожарных по греко-римской борьбе. В качестве тренера принимал участие в подготовке заслуженных мастеров спорта: А. Филатова, Д. Носова, М. Мартынова, Р. Сазонова, Д. Максимова, В. Сергеева, а также мастеров спорта международного класса: М. Неганова, В. Алямкин, Д. Чернецова.
В настоящее время А. Щелкушкин — полковник в отставке. Почётный сотрудник МВД России. Продолжает работать в качестве
главного специалиста Управления профессиональной подготовки управления по личному составу ГУ МВД России по г. Москве.

## Семья
Отец — Щелкушкин Николай Матвеевич (1922—1991) родился в Рязанской области. Участник Великой Отечественной войны. Был трижды ранен. Награждён Орденом Красной Звезды (1944) и Орденом Отечественной войны 1 степени (1985). Мать — Щелкушкина Юзефа Венедиктовна (05.12.1922 — 2009).
Имеет двух братьев: Владимир и Николай, сестру Ларису.
Супруга — Лариса. Дети — дочери: Екатерина и Марина.